# Republik Kruševo
Die Republik Kruševo war eine kurzlebige politische Entität, die am 2. August 1903 während des Ilinden-Aufstandes gegen das Osmanische Reich von der Geheimen Makedonisch-Adrianopeler Revolutionäre Organisation (TMORO) ausgerufen wurde.
Ihr beanspruchtes Territorium befand sich in der Gegend um Kruševo, westlich von Prilep, im damaligen osmanischen Vilâyet Manastır, auf dem heutigen Gebiet der Republik Nordmazedonien. Die Stadt Kruševo hatte damals etwa 9000 Einwohner, sie war ganz überwiegend von Christen, insbesondere von Aromunen (in der damaligen Diktion „Vlachen“) bewohnt. Präsident der Republik war der bulgarisch-makedonische Schullehrer Nikola Karev. Sie hatte 10 Tage Bestand. Im Gemeinderat, einer Art „Konstitutive[r] Parlamentsversammlung“, waren Bulgaren bzw. slawische Makedonier, Aromunen, christliche Albaner und „Gräkomanen“ (griechisch-orthodoxe Slawen, Albaner oder Vlachen, die sich kulturell als Griechen definierten) vertreten. Im weiteren Verlauf der Kämpfe konnten die Aufständischen noch die ebenfalls kurzlebige Republik Strandscha ausrufen. Am 13. August wurde die „Republik“ von osmanischen Truppen niedergeschlagen.
Die Protagonisten der Republik wurden und werden sowohl in Mazedonien als auch in Bulgarien als Helden verehrt, um sie ranken sich zahlreiche Legenden. Der Bericht Kruševo i negovite borbi za svoboda („Kruševo und seine Kämpfe für die Freiheit“) Nikola Kirov-Majskis, eines Teilnehmers des Aufstandes und Cousins des Präsidenten Karev, von 1935 gilt als eines der wichtigsten Zeugnisse des Ilinden-Aufstandes. Nach eigenen Angaben hatten Kirov-Majski und Karev einen „Aufruf an das türkische Volk im revolutionären Kreis Kruševo“ verfasst, später bekannt als „Manifest von Kruševo“. Dessen tatsächliche Existenz ist allerdings nicht dokumentiert. Der Text wurde erst im Jahr 1939 zum ersten Mal nachweislich veröffentlicht, sodass Zweifel an der Authentizität bestehen. Während des Zweiten Weltkriegs beriefen sich die kommunistischen Partisanen in Mazedonien auf den Ilinden-Aufstand als Vorbild für ihren Kampf gegen die Fremdherrschaft und gaben die Parole eines „ewigen Kruševo“ aus.  Unmittelbar nach Kriegsende wurde Kruševo der Beiname „Denkmalstadt“ (spomen grad) verliehen. Die Bürger der Stadt Kruševo errichteten den Opfern des Aufstandes ein Denkmal und ein Museum. Die Verfassung der Republik Mazedonien von 1991 beruft sich auf die „staatsrechtlichen Traditionen der Republik von Kruševo“, die sie somit als Beginn der eigenen staatlichen Souveränität ansieht.

Die Flagge der Republik Kruševo
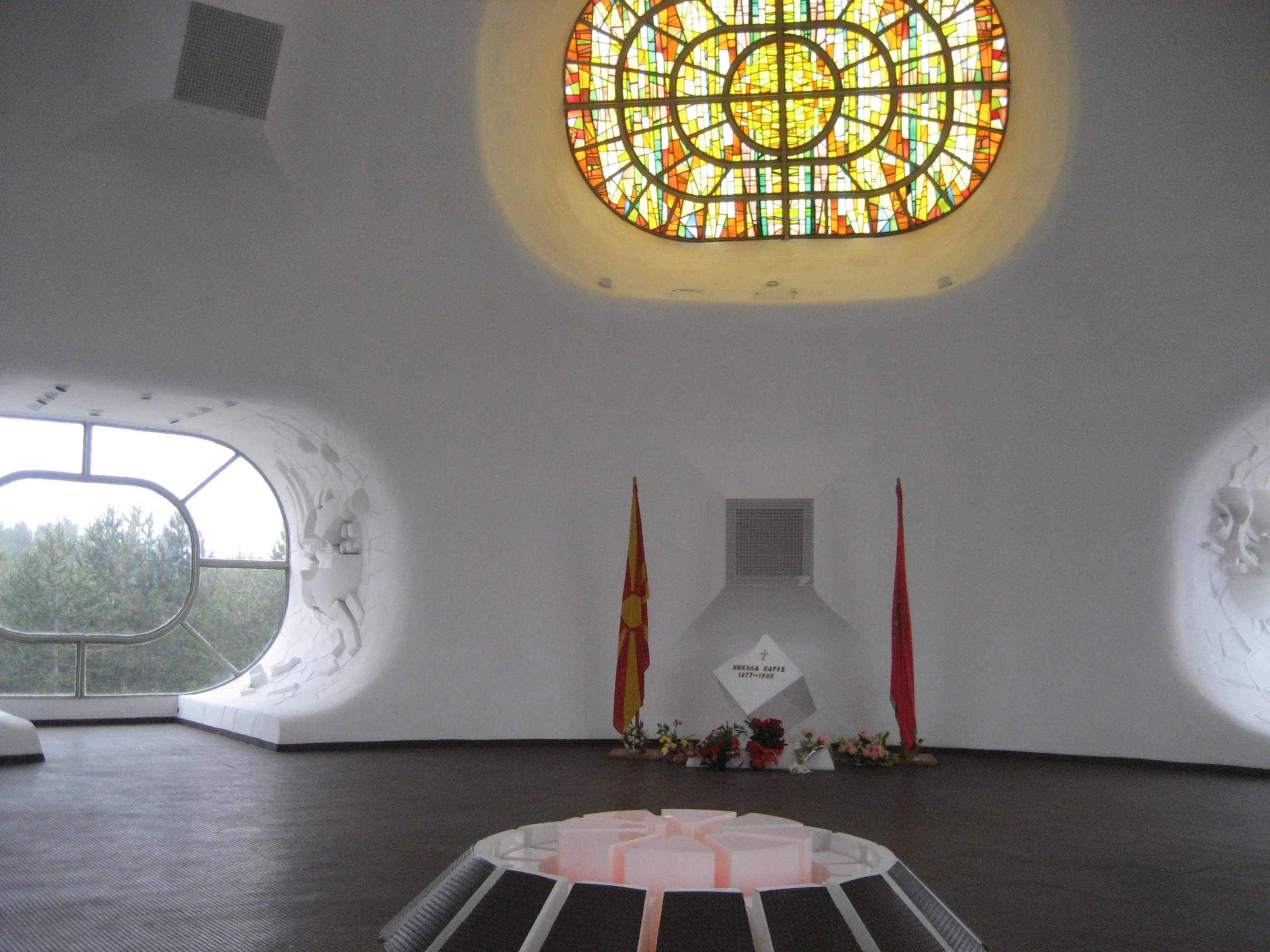
Republik-Kruševo-Denkmal
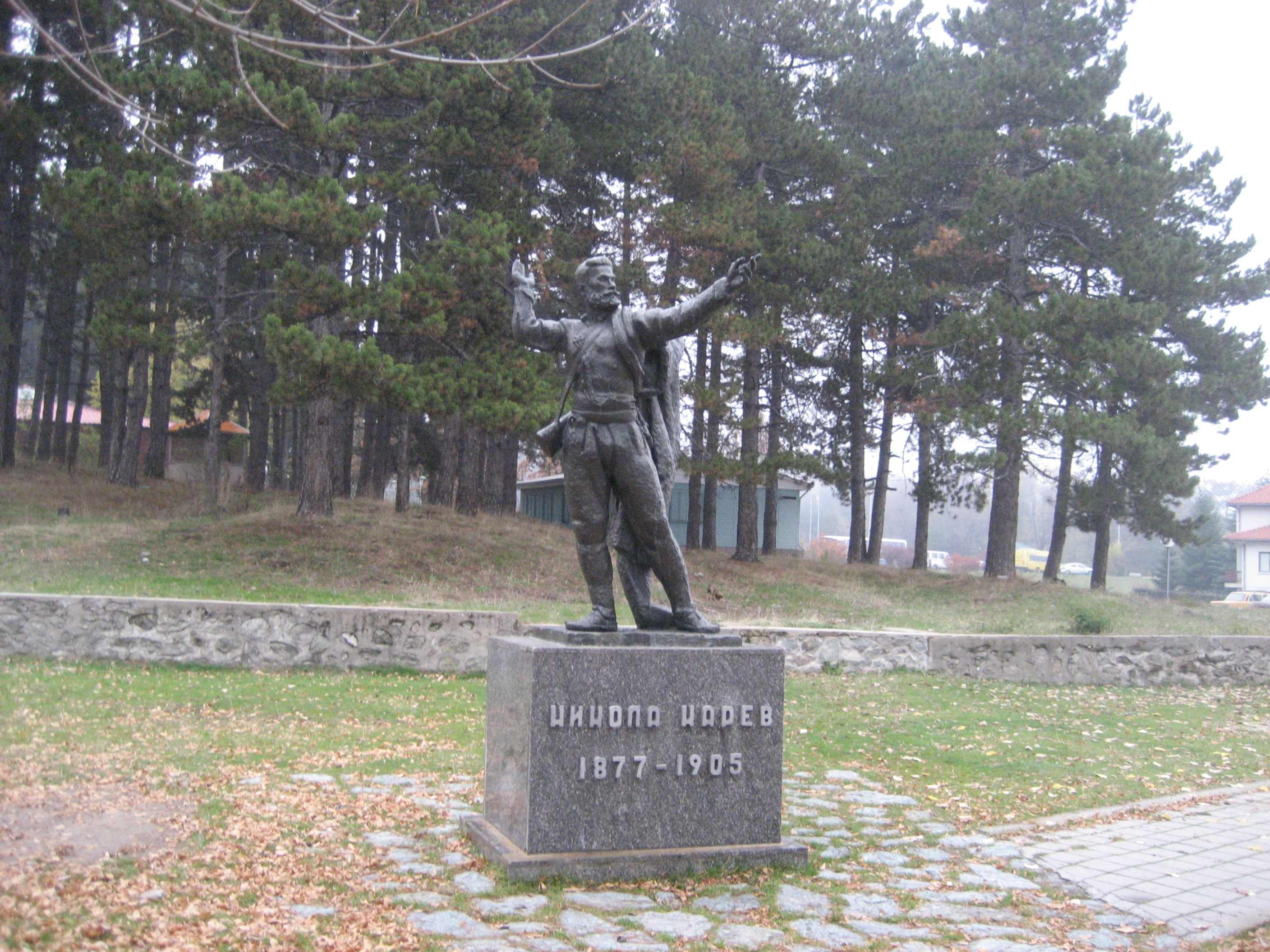
Nikola-Karev-Denkmal in Kruševo